# مارك سبيتز
مارك سبيتز (Mark Spitz) هو لاعب أولمبي لرياضة السباحة من الولايات المتحدة. شارك في الأولمبياد الصيفي في 1968–1972، وفاز بما مجموعه 11 ميدالية.

## الميداليات
| ذهب | فضة | برونز | المجموع |
| 9   | 1   | 1     | 11      |

## روابط خارجية
- مارك سبيتز على موقع IMDb (الإنجليزية)
- مارك سبيتز على موقع الموسوعة البريطانية (الإنجليزية)
- مارك سبيتز على موقع مونزينجر (الألمانية)
- مارك سبيتز على موقع إن إن دي بي (الإنجليزية)
- مارك سبيتز على موقع قاعدة بيانات الفيلم (الإنجليزية)
- مارك سبيتز على موقع الاتحاد الدولي للسباحة (الإنجليزية)
- مارك سبيتز على موقع SwimRankings.net (الإنجليزية)
- مارك سبيتز على موقع قاعة مشاهير السباحة العالمية (الإنجليزية)
- مارك سبيتز على موقع اللجنة الأولمبية الدولية (الإنجليزية)
- مارك سبيتز على موقع أوليمبيديا (الإنجليزية)